# Kermes nawae
Kermes nawae är en insektsart som beskrevs av Kuwana 1902. Kermes nawae ingår i släktet Kermes och familjen eksköldlöss. Inga underarter finns listade i Catalogue of Life.